# Mahmoud Hamada
Mahmoud Hamada Awad (arab. محمود حمادة عواد; ur. 1 czerwca 1994 w Aleksandrii) – egipski piłkarz grający na pozycji pomocnika w klubie Al-Masry Port Said oraz reprezentacji Egiptu.
W swojej karierze grał również między innymi w takich klubach jak: Olympic Club Aleksandria, Misr Lel-Makkasa, El-Entag El-Harby czy Pyramids FC. Znalazł się w kadrze Egiptu na Puchar Narodów Afryki 2023.